# Cyrtandra aundensis
Cyrtandra aundensis är en tvåhjärtbladig växtart som beskrevs av Pieter van Royen. Cyrtandra aundensis ingår i släktet Cyrtandra och familjen Gesneriaceae. Inga underarter finns listade i Catalogue of Life.